# (6574) Gvishiani
(6574) Gvishiani est un astéroïde de la ceinture principale.

## Description
(6574) Gvishiani est un astéroïde de la ceinture principale. Il fut découvert le 26 août 1976 à Naoutchnyï par Nikolaï Tchernykh. Il présente une orbite caractérisée par un demi-grand axe de 3,40 UA, une excentricité de 0,19 et une inclinaison de 17,7° par rapport à l'écliptique.

## Compléments